# Idrac-Respaillès
Idrac-Respaillès é uma comuna francesa na região administrativa de Occitânia, no departamento de Gers. Estende-se por uma área de 13,03 km². Em 2010 a comuna tinha 220 habitantes (densidade: 16,9 hab./km²).